# Иракский конфликт
Иракский конфликт — серия интенсивных вооруженных конфликтов, начавшихся с вторжения в Ирак под руководством США в 2003 году и свержения президента Ирака Саддама Хусейна, самым последним из которых является конфликт с ИГ, в котором иракское правительство объявило о победе в 2017 году.
В последовавшей войне в Ираке 2003—2011 годов многонациональные силы (MNF-I) во главе с Соединёнными Штатами помогли создать федеральное правительство, в котором доминируют шииты, которому вскоре противостояли иракские повстанцы. Повстанческие группы в основном боролись с новым правительством и MNF-I, но также и друг с другом, в основном по межконфессиональному принципу между шиитами и суннитами. В 2011 году многонациональные силы покинули Ирак, что привело к возобновлению межконфессионального насилия и способствовало усилению Исламского государства (ИГ). Возобновление войны повлекло за собой интервенцию под руководством Америки в 2014 году. Полномасштабные боевые действия в стране подошли к концу в 2017 году, когда иракское правительство и его союзники в значительной степени разгромили ИГ. В сельских северных частях страны продолжаются вялотекущие повстанческие движения ИГ.

## Предыстория
Основное обоснование, данное Соединёнными Штатами для вторжения в Ирак, было основано на утверждениях американского и британского правительств о том, что Саддам Хусейн разрабатывает оружие массового уничтожения и тем самым представляет угрозу своим соседям и всему миру. Соединённые Штаты заявили, что «8 ноября 2002 года Совет Безопасности ООН единогласно принял резолюцию 1441. Все пятнадцать членов Совета Безопасности согласились дать Ираку последнюю возможность выполнить свои обязательства и разоружиться или столкнуться с серьезными последствиями неспособности разоружения». Резолюция усилила мандат Комиссии ООН по наблюдению и контролю (ЮНМОВИК) и Международное агентство по атомной энергии (МАГАТЭ), предоставив им право отправляться куда угодно и в любое время и разговаривать с кем угодно, чтобы проверить разоружение Ирака".
На протяжении начала 2000-х годов администрации Джорджа Буша и Тони Блэра работали над обоснованием вторжения в Ирак, кульминацией которого стало обращение государственного секретаря США Колина Пауэлла к Совету Безопасности за месяц до вторжения. Вскоре после вторжения Центральное разведывательное управление, Управление военной разведки и другие спецслужбы отказались продолжать поддерживать обвинения, связанные с иракским оружием (а также обвинения в связи Саддама Хусейна и Аль-Каиды), после чего Буш и Администрация Блэра перешла к второстепенным причинам войны, таким как положение правительства Хусейна в области прав человека и продвижение демократии в Ираке. Опросы общественного мнения показали, что люди во всем мире выступают против войны без мандата ООН, и что мнение о Соединённых Штатах как об угрозе миру во всём мире значительно возросло. Генеральный секретарь ООН Кофи Аннан назвал войну незаконной, заявив в интервью в 2004 году, что она «не соответствует требованиям Совета Безопасности».
Обнаружение ложных доказательств и меняющихся обоснований стало центром внимания критиков войны, которые обвиняют администрацию Джорджа Буша в том, что она намеренно сфабриковала доказательства, чтобы оправдать вторжение, которое она давно планировала начать. Сторонники войны утверждают, что угроза со стороны Ирака и Саддама Хусейна была реальной и что она была позже установлена. США возглавили усилия по «перенаправлению бывших иракских учёных, техников и инженеров, занимающихся оружием массового поражения (ОМП), на гражданскую работу и препятствованию эмиграции этого сообщества из Ирака».

## Иракская война (2003—2011)

### Вторжение под руководством США в 2003 г.

Маршрут вторжения коалиции: большая часть сил вторжения США и Великобритании приближалась к Ираку с юга по пути в Багдад

Вторжение в Ирак продолжалось с 20 марта по 1 мая 2003 года и ознаменовало начало иракской войны, которую Соединённые Штаты окрестили операцией «Свобода Ирака». Вторжение состояло из 21 дня крупных боевых операций, в ходе которых объединённые силы войск США, Великобритании, Австралии и Польши вторглись в Ирак и свергли баасистское правительство Саддама Хусейна. Фаза вторжения состояла в основном из обычной войны, которая включала захват иракской столицы Багдада американскими войсками при помощи Соединённого Королевства, Австралии и Польши.
160 000 солдат были отправлены Коалицией в Ирак во время начальной фазы вторжения, которая длилась с 19 марта по 9 апреля 2003 года. Около 130 000 были отправлены из США, около 28 000 британских, 2 000 австралийских и 194 польских солдат. В его последствия были вовлечены ещё 36 стран. В рамках подготовки к вторжению к 18 февраля в Кувейте были собраны 100 000 американских солдат. Коалиционные силы также получили поддержку со стороны курдских нерегулярных формирований в Иракском Курдистане.
Вторжению предшествовал авиаудар по президентскому дворцу в Багдаде 20 марта 2003 года. На следующий день силы коалиции начали вторжение в провинцию Басра из своего пункта сосредоточения недалеко от иракско-кувейтской границы. В то время как спецназ начал десант из Персидского залива, чтобы обезопасить Басру и окружающие нефтяные месторождения, основная армия вторжения двинулась в южный Ирак, оккупировав регион и 23 марта приняв участие в битве при Насирии. Массированные воздушные удары по всей стране и против иракского командования и управления повергли обороняющуюся армию в хаос и помешали эффективному сопротивлению. 26 марта 173-я воздушно-десантная бригада была десантирована возле северного города Киркук, где она объединила свои силы с курдскими повстанцами и провела несколько боевых действий против иракской армии, чтобы обеспечить безопасность северной части страны.
Основные силы коалиционных сил продолжили наступление в сердце Ирака и не встретили большого сопротивления. Большая часть иракских вооружённых сил была быстро разгромлена, и 9 апреля Багдад был оккупирован. Другие операции проводились против группировок иракской армии, включая захват и оккупацию Киркука 10 апреля, а также нападение и захват Тикрита 15 апреля. Президент Ирака Саддам Хусейн и центральное руководство скрылись, когда коалиционные силы завершили оккупацию страны. 1 мая было объявлено об окончании крупных боевых действий, положив конец периоду вторжения и начав период военной оккупации.

### Антикоалиционное повстанческое движение
Вторгшиеся силы под руководством США не смогли немедленно заполнить вакуум власти, вызванный внезапным крахом сильно централизованной государственной власти, что привело к неделям фактической анархии. Безудержные грабежи в этот период и неспособность сил под руководством США контролировать ситуацию вызвали недовольство Ирака. Кроме того, неожиданно быстрый крах режима Саддама Хусейна означал, что силы вторжения никогда не вступали в бой с его армией и решительно не разгромили её ни в одном крупном сражении; Силы иракской армии просто скрылись из виду, часто вместе со своим оружием, и вернулись в свои дома. Другой причиной недовольства было отсутствие немедленной гуманитарной помощи и усилий по восстановлению иракцев, пострадавших от вторжения, долгосрочные последствия репрессий и бесхозяйственности режима Саддама Хусейна, а также международных санкций. Ряд фракций с подозрением относились к долгосрочным намерениям Америки; поведение некоторых американских солдат также способствовало усилению напряженности. Комиссия по де-баасификации, созданная временной коалиционной администрацией, характер избрания Управляющего совета и другие политические решения были истолкованы арабами-суннитами как действия, направленные на то, чтобы выделить их сообщество для дискриминации; это способствовало возникновению межконфессиональной напряженности.
В мае 2003 года, после того как иракские регулярные войска были разгромлены и расформированы, американские военные заметили постепенно нарастающую волну нападений на американские войска в различных регионах так называемого «суннитского треугольника», особенно в Багдаде и в регионах вокруг Фаллуджи и Тикрита. Американские военные обвинили в нападениях остатки партии Баас и ополчение федаинов Саддама. Напряженность между американскими войсками и жителями Фаллуджи была особенно серьёзной: массовые беспорядки и небольшие стычки были обычным явлением.
Члены повстанческих группировок происходили из самых разных источников. Бывшие сотрудники служб безопасности баасистского режима, бывшие военные офицеры и некоторые другие члены партии Баас упоминаются как члены повстанческих групп; действительно, эти элементы сформировали основной костяк зарождающегося повстанческого движения. Первоначально большинство бывших членов партии Баас и бывших иракских солдат выразили готовность пойти на компромисс с силами коалиции. Однако многие потеряли работу и пенсии после расформирования иракской армии Полом Бремером; это, а также нежелание Коалиционной временной администрации вести переговоры с бывшими баасистскими элементами, послужило толчком к первоначальному восстанию. В то время как 80 % армейских офицеров были суннитами, рядовые члены регулярной армии на 80 % составляли шииты. Заключенные, освобожденные Саддамом Хусейном из тюрьмы до его исчезновения, стали ещё одним источником как рекрутов повстанцев, так и группировок организованной преступности. Наконец, как говорит О’Ханлан, проницаемые границы Ирака и последующие иностранные повстанцы также поддержали повстанческое движение.
Сопротивление силам под руководством США не будет надолго ограничиваться суннитскими регионами Ирака. В период с 2003 по 2004 год недовольство шиитов оккупацией, особенно среди городской бедноты, постепенно росло по тем же причинам, что и среди суннитов: представление о том, что Коалиция не выполнила свои обещания, и националистическое недовольство с иностранной оккупацией. Многие молодые люди, не имеющие работы и перспектив и потерявшие веру в обещания США, начали увлекаться шиитским религиозным радикализмом, особенно той разновидностью, которую пропагандирует священнослужитель Муктада ас-Садр. Выдающееся семейное происхождение Садра, его ярая антиоккупационная риторика и призывы к соблюдению исламского закона позволили ему стать лидером этой части иракского шиитского общества. В июне 2003 года, после того как ему отказали в членстве в Управляющем совете Ирака, он создал ополчение, известное как Армия Махди, миссия которого, по его словам, заключалась в том, чтобы помочь поддерживать порядок и очистить Ирак от «зла». С этого момента США считали его угрозой, но разделились во мнениях относительно того, следует ли продолжать репрессии. В конце концов, когда риторика Садра накалилась, а его ополченцы прошли маршем по Садр-Сити, что казалось вызовом Соединенным Штатам, они решили начать давить на его движение. 29 марта они решили закрыть газету Садра, известную как «Аль-Хауза», и арестовали одного из его помощников по обвинению в убийстве. Это, в сочетании с его постоянно уменьшающимися политическими перспективами на успех во временном правительстве, поддерживаемом США, подтолкнуло Садра к решению о вооружённом восстании.
4 апреля «Армии Махди» было приказано начать атаки на объекты коалиции и перехватить контроль над зарождающимися иракскими силами безопасности, прошедшими подготовку в США. Армия Махди, насчитывавшая к тому времени от 3000 до 10 000 человек, организовала быстро нараставшие жестокие беспорядки, а затем скоординированное нападение, застав врасплох коалиционные и иракские силы и захватив контроль над Наджафом, Куфой, Аль-Кутом и частями Багдада, а также южными городами, такими как Насирия, Амара и Басра. Последовал повсеместный крах иракских сил безопасности, при этом большинство из них дезертировало или перешло на сторону повстанцев, вместо того чтобы сражаться. Вскоре боевые действия разгорелись во многих городских центрах южной и центральной частей Ирака, поскольку американские войска пытались сохранить контроль и готовились к контрнаступлению.
В то же время суннитское восстание быстро усиливалось. 31 марта 2004 года четыре частных военных подрядчика, работавших на вооружённые силы США, были убиты и впоследствии изуродованы повстанцами и толпой жителей города Фаллуджа, долгое время являвшегося особенно проблемным центром суннитского сопротивления присутствию США. В тот же день пятеро американских солдат были убиты большим самодельным взрывным устройством (СВУ) на дороге в нескольких милях от города. Нападения произошли в тот момент, когда морские пехотинцы взяли на себя ответственность за провинцию Аль-Анбар, в которой находится Фаллуджа, от армии США. Предполагаемая стратегия морской пехоты, заключающаяся в патрулировании, менее агрессивных рейдах, гуманитарной помощи и тесном сотрудничестве с местными лидерами, была быстро приостановлена, и США решили, что пришло время для крупного нападения, чтобы очистить город от повстанцев. 4 апреля силы США и Ирака начали операцию «Бдительная решимость», чтобы вернуть город, который явно полностью перешел в руки повстанцев. Они встретили очень жесткое и хорошо организованное сопротивление со стороны партизан. После трех дней боев с морской пехотой США повстанцы все еще удерживали три четверти города. Были отмечены случаи широкого охвата и планирования, предполагающие национальную координацию повстанцев. Сотни повстанцев перерезали дорогу между Фаллуджей и Багдадом на востоке, а к западу от Фаллуджи в Рамади более 150 повстанцев начали наступление на позиции морской пехоты США. Последовала аналогичная атака, совершенная примерно 150 повстанцами, против морских пехотинцев США недалеко от сирийской границы в Аль-Каиме. Нападения были отбиты, но потери США от комбинированных атак исчислялись десятками. Политическое давление начало оказываться на Соединенные Штаты и Управляющий совет Ирака, поскольку больница Фаллуджи продолжала сообщать о большом количестве жертв среди гражданского населения, что еще больше разжигало иракский народ и мусульманский мир в целом. После двух недель боев морские пехотинцы США были на грани захвата, но еще не взяли под контроль город Фаллуджа. Лидеры Пентагона, опасаясь, что продолжение усилий по захвату города может ещё больше разжечь более масштабное восстание против власти Коалиции, отозвали силы. 30 апреля морским пехотинцам было приказано отступить и оцепить город, где они будут оставаться по периметру города в течение следующих шести месяцев. 30 апреля был достигнут компромисс с целью обеспечить безопасность в самой Фаллудже путем создания «Бригады Фаллуджи», подразделения, в которое вошли бывшие военнослужащие иракской армии, местные добровольцы и даже сами повстанцы. Формирование подразделения было частью переговоров о перемирии. Это подразделение должно было действовать под контролем Временной коалиционной администрации, патрулировать вместе с иракской полицией и национальной гвардией, но сохранять свою автономию. В бригаде Фаллуджи было много бывших сторонников Саддама. Судя по различным сообщениям, члены бригады реинтегрировались в доминировавшие повстанческие формирования. Город оставался под контролем повстанческих сил. Сообщается, что организация Абу Мусаб аз-Заркави была одной из немногих, которые пользовались определенным авторитетом в этом районе.
К концу весеннего восстания города Фаллуджа, Самарра, Баакуба и Рамади остались под контролем суннитских партизан, а американские патрули в городах прекратились. В повстанческом движении произошел ещё один серьезный сдвиг, поскольку у повстанческих организаций теперь были безопасные убежища в таких городах, как Фаллуджа, для развития и координации друг с другом. Группа Заркави и ее союзники находились в периоде непростого сотрудничества с другими повстанческими группировками, в которых доминировали националистические и баасистские программы, хотя группы все чаще вступали в конкуренцию за территорию на территориях, контролируемых суннитскими повстанцами. Американские войска лишь время от времени совершали набеги бронетехники на Самарру и Бакубу, в то время как морские пехотинцы США содержали около полдюжины небольших фортов в Рамади, а прилегающую территорию в городе контролировали повстанцы. Американские сухопутные войска оставались за пределами Фаллуджи, хотя регулярные авиаудары наносились по предполагаемым убежищам последователей Абу Мусаба аз-Заркави в городе. После окончания битвы за Фаллуджу суннитское восстание продолжилось против американских сил, оставшихся за пределами этих городов, поскольку партизаны возобновили свою тактику использования СВУ и минометов для непрямых атак на силы США, по большей части избегая прямого боя.
Тем временем боевые действия на шиитском юге продолжались. В течение следующих трёх месяцев более 1500 ополченцев Армии Махди, несколько сотен мирных жителей и десятки солдат коалиции были убиты, поскольку США постепенно вернули себе южные города. 6 июня было достигнуто перемирие, временно прекратившее боевые действия.
28 июня 2004 года оккупация была официально прекращена Коалицией, которая передала власть новому иракскому правительству во главе с премьер-министром Айядом Аллауи. Хотя многие иракцы с оптимизмом относились к правительству, боевики считали его не более чем американской марионеткой и продолжали борьбу, не ослабевая. 18 июля партизаны предложили награду в размере 285 000 долларов за убийство Аллави.

### Межконфессиональная гражданская война
В феврале 2006 года неизвестные взорвали минареты мечети аль-Аскари в Самарре, которую шииты-двунадесятники считают священным местом. Хотя ни одна группировка не взяла на себя ответственность, военные США и представители переходного правительства Ирака приписали нападения суннитским боевикам, связанным с Аль-Каидой в Ираке. Инцидент вызвал волну нападений шиитов на суннитов, за которыми последовали контратаки суннитов. Конфликт обострялся в течение следующих нескольких месяцев, пока к 2007 году Национальная разведывательная оценка не описала ситуацию как имеющую элементы гражданской войны.
В 2008 и 2009 годах, во время «Суннитского пробуждения» и после увеличения числа американских солдат, дислоцированных в стране, уровень насилия резко снизился. Однако вялотекущая борьба продолжала преследовать Ирак вплоть до вывода войск США в конце 2011 года.
В октябре 2006 года Управление верховного комиссара ООН по делам беженцев (УВКБ ООН) и правительство Ирака подсчитали, что более 370 000 иракцев были вынуждены покинуть свои дома после взрыва мечети аль-Аскари в 2006 году, в результате чего общее число иракских беженцев превысило более 1,6 миллиона человек. К 2008 году УВКБ ООН увеличило оценку числа беженцев до примерно 4,7 миллионов (~ 16 % населения). По оценкам, число беженцев за границей составило 2 миллиона (цифра близка к прогнозам ЦРУ), а количество внутренне перемещённых лиц — 2,7 миллиона. По оценкам, число сирот в Ираке колеблется от 400 000 (по данным Совета провинции Багдад) до пяти миллионов (по данным иракского совета по борьбе с коррупцией). Согласно отчёту ООН за 2008 год, число сирот составляет около 870 000 человек. В 2008 году Красный Крест заявил, что гуманитарная ситуация в Ираке является одной из самых критических в мире: миллионы иракцев вынуждены полагаться на недостаточные и некачественные источники воды.
Согласно рейтингу недееспособности государств, составленному журналом Foreign Policy и Фондом мира, Ирак входил в пятерку самых нестабильных государств мира с 2005 по 2008 год. Опрос ведущих экспертов по внешней политике США, проведённый в 2007 году, показал, что в течение следующих 10 лет только 3 % экспертов верят, что США смогут превратить Ирак в «светоч демократии», а 58 % экспертов считают, что суннитско-шиитская напряжённость на Ближнем Востоке резко возрастёт.
Два опроса американцев, проведённые в 2006 году, показали, что от 65 % до 85 % считают, что в Ираке идет Гражданская война. Однако аналогичный опрос иракцев, проведённый в 2007 году, показал, что 61 % не верят, что они находятся в состоянии Гражданской войны.

### Вывод войск западной коалиции
Вывод вооружённых сил США из Ирака был спорным вопросом в Соединённых Штатах на протяжении большей части 2000-х годов. По мере того как война перешла от начальной фазы вторжения в 2003 году к почти десятилетней оккупации, американское общественное мнение сместилось в сторону вывода войск; в мае 2007 года 55 % американцев считали Иракскую войну ошибкой, а 51 % зарегистрированных избирателей выступали за вывод войск. В конце апреля 2007 года Конгресс принял законопроект о дополнительных расходах для Ирака, устанавливающий крайний срок вывода войск, но президент Буш наложил вето на этот законопроект, сославшись на свою обеспокоенность по поводу установления крайнего срока вывода войск. Позже администрация Буша добивалась соглашения с правительством Ирака, и в 2008 году Джордж Буш подписал Соглашение о статусе сил между США и Ираком. Он предусматривал крайний срок — 31 декабря 2011 года, до которого «все силы Соединённых Штатов должны быть выведены со всей территории Ирака». Последние американские войска покинули Ирак 18 декабря 2011 года в соответствии с этим соглашением.

## Война в Ираке (2013—2017)
Военные кампании, начатые Исламским Государством Ирака и Леванта в конце 2013 года, были очень успешными, и в 2014 году группировка захватила ряд территорий на севере Ирака. Насилие достигло очень высокого уровня: только в июне было убито 1775 человек. Эти цифры оставались очень высокими до конца года.
Ирако-курдский конфликт 2017 года произошёл в курдском регионе северного Ирака и вокруг него, который начался 15 октября 2017 года, вскоре после того, как 25 сентября был проведён референдум о независимости. После референдума о независимости премьер-министр Хайдер Аль-Абади потребовал отмены референдума. В октябре иракские военные двинулись в регион Курдистана после вступления туда Исламского Государства. 16 октября 2017 года курдская Пешмерга проигнорировала крайний срок, установленный Ираком для вывода войск. Это привело к битве при Киркуке (2017 г.), а 15 октября 2017 года иракские войска и поддерживаемая Ираном народные мобилизационные силы отбили Киркук и его провинцию. В течение 15 часов город Киркук и близлежащая авиабаза К-1 вместе с окружающими нефтяными месторождениями были уничтожены. были отбиты иракскими войсками. Это привело к завершению конфликта.
9 декабря 2017 года иракские военные захватили последние территории, удерживаемые Исламским Государством в пустыне Аль-Джазира. Премьер-министр Хайдер Аль-Абади объявил о военном разгроме Исламского Государства в Ираке.

## Продолжающееся восстание Исламского государства (с 2017 — по настоящее время)
После поражения ИГ в декабре 2017 года группировка продолжила повстанческую деятельность, в основном в сельских районах страны. Однако они были значительно ослаблены, а насилие в Ираке резко сократилось в 2018 году. В мае 2018 года от преступлений, связанных с насилием, погибло 95 человек, что является самым низким показателем за 10 лет.

## Столкновения между группировками шиитского ополчения (с 2023)
Столкновения между шиитскими ополченцами начались 25 декабря 2023 года.